# USS America (CV-66)
El USS America (CV/CVA-66) fue un portaaviones clase Kitty Hawk de la Armada de los Estados Unidos, el tercer buque en ser nombrado en honor al continente. Asignado en 1965, pasó la mayor parte de su carrera en el Atlántico y el Mediterráneo, pero hizo tres despliegues al Pacífico sirviendo en la guerra de Vietnam. También sirvió en las operaciones durante la guerra del Golfo.
El America celebró la distinción de ser el último portaaviones estadounidense construido en no ser nombrado en honor a una personalidad, y por ser el primer gran portaaviones en ser usado como blanco de pruebas desde la Operación Crossroads en 1946. En 2005, fue el blanco de una serie de pruebas diseñadas para evaluar nuevos sistemas de defensa y de control de daños para el programa de CVN-21; fue echado a pique como buque objetivo al sureste del cabo Hatteras, después de cuatro semanas de pruebas, a pesar de una gran protesta de los exmiembros de la tripulación que querían verlo instituido como museo conmemorativo. El America es el buque de guerra más grande jamás hundido.
El America recibió cinco estrellas de combate por su servicios en la guerra de Vietnam.

## Construcción

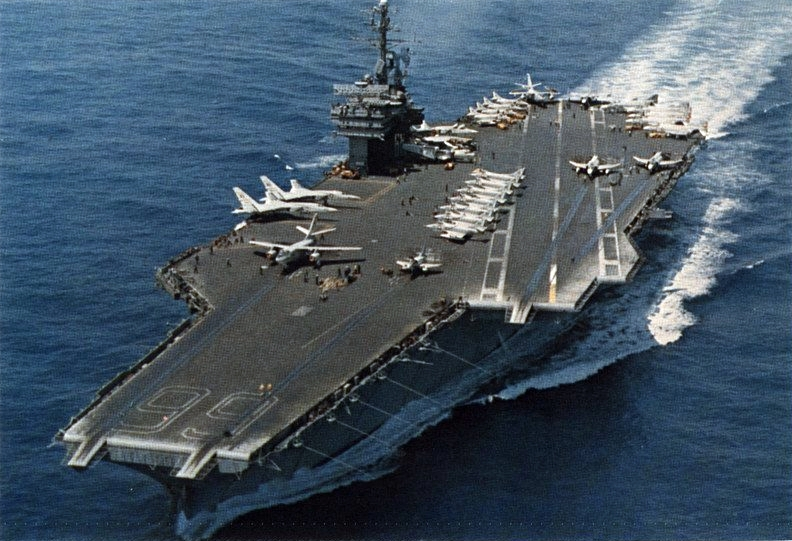
El USS America navegando en 1967.

Originalmente planeado como portaaviones nuclear de la clase Enterprise, los excesivos gastos del Enterprise durante la construcción provocaron la cancelación del CVA(N)-66 y su reordenamiento como portaaviones clase Kitty Hawk de propulsión convencional. Su quilla fue puesta en grada el 9 de enero de 1961 en Newport News, Virginia, por la Newport News Shipbuilding, botado el 1 de febrero de 1964, amadrinado por la Sra. David L. McDonald, esposa del almirante David L. McDonald, el Jefe de Operaciones Navales; y asignado en el astillero naval de Norfolk el 23 de enero de 1965, con el capitán Lawrence Heyworth, Jr., al mando.

## Retiro

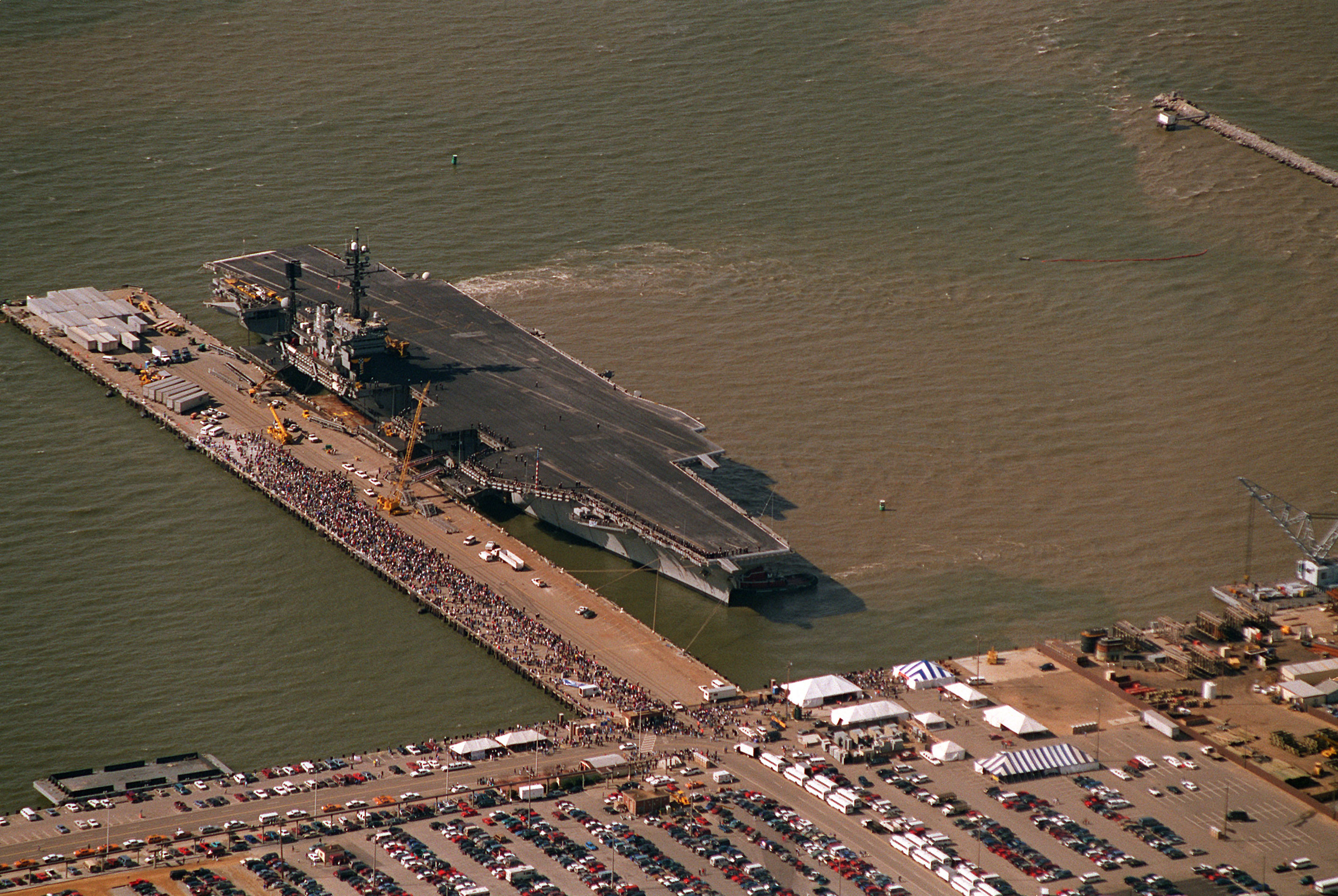
USS America regresa de su despliegue final, 28 de enero de 1996.

El America estaba programado para someterse a un programa de extensión de vida (SLEP) en 1996 para el retiro subsecuente en 2010, pero fue víctima de los recortes presupuestarios y fue retirado del servicio activo en forma prematura por la Armada.
Fue dado de baja en una ceremonia en el astillero naval de Norfolk, en Portsmouth, Virginia, el 9 de agosto de 1996. El último comandante del America fue el capitán Robert E. Besal. El orador invitado para la ceremonia fue el almirante Leighton W. Smith, excomandante en jefe del America. Tras la clausura, el America fue borrado del registro del buques de la Armada y transferido a la Flota de Reserva en las instalaciones de mantenimiento de buques inactivos en Filadelfia, Pensilvania. Aunque ya fuera de servicio, fue galardonado con la Battenberg Cup de 1995, en reconocimiento de los logros de su equipo en su último año completo de servicio.

## Uso posterior

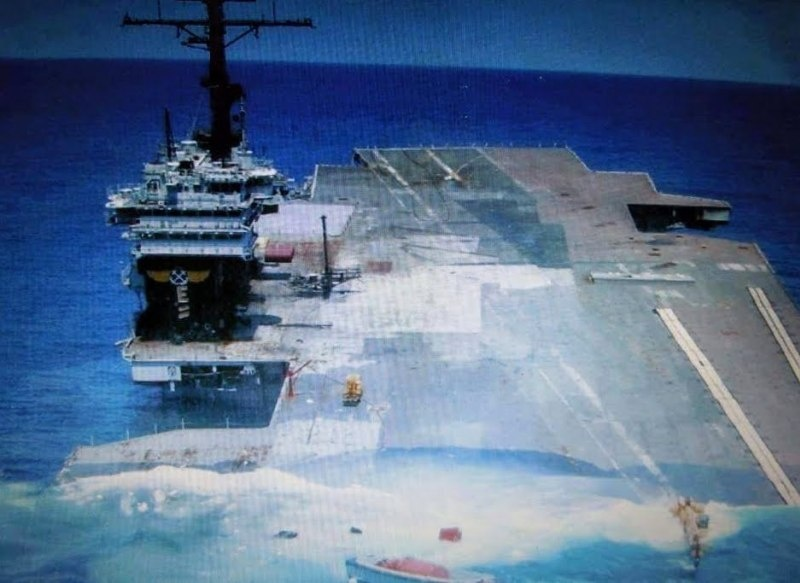
El America hundiéndose en el Atlántico en 2005 como blanco naval. Es el buque de guerra más grande jamás hundido.

Borrado de la lista de la Armada en el día de su clausura, estaba previsto que el America fuera vendido para su desguace. Sin embargo, fue elegido para ser el blanco de una prueba de fuego real y como plataforma de evaluación en 2005, para facilitar el diseño de futuros portaaviones. Hubo alguna objeción a que el buque fuera hundido deliberadamente, y un comité de los antiguos miembros de su tripulación y otros partidarios intentaron salvar la nave para su uso como buque museo. Sus esfuerzos finalmente fracasaron.
El 25 de febrero de 2005, se llevó a cabo una ceremonia para saludar al America y a su tripulación en Filadelfia, a la que asistieron los exmiembros de la tripulación y varios dignatarios. Partió de las instalaciones de mantenimiento el 19 de abril de 2005 para realizar las pruebas antes mencionadas.
Los experimentos duraron aproximadamente cuatro semanas. La Armada hizo pruebas en el America con explosivos bajo el agua, observando desde lejos a través de dispositivos de monitoreo colocados en el buque. Estas explosiones se diseñaron para simular ataques submarinos.
Después de la finalización de las pruebas, el America fue hundido como barco objetivo de forma controlada el 14 de mayo de 2005 a las 11:30, aunque el hundimiento no fue publicado sino hasta seis días después. En ese momento, ningún buque de guerra de tal tamaño había sido hundido jamás, y los efectos fueron monitoreados de cerca, en teoría las pruebas revelarían datos acerca de cómo los superportaaviones responden al daño de batalla. A bordo del barco había 500 kilos de bifenilos policlorados (PCB). El barco descansa 5300 m por debajo de la superficie del Océano Atlántico, a unos 400 kilómetros de la costa de Carolina del Norte.

## Ubicación
En respuesta a una solicitud bajo la Freedom of Information Act de los veteranos del America, la Armada publicó el lugar exacto donde fue hundido el America: 33°09′09″N 71°39′07″O / 33.15250, -71.65194, alrededor de 400 km al sureste del cabo Hatteras. El pecio se encuentra en posición vertical en una sola pieza 5140 m bajo la superficie del Océano Atlántico.